# مهرشاد مؤمنی
مهرشاد مؤمنی (زاده ۱۵ اوت ۱۹۸۷) یک بازیکن فوتبال اهل ایران است. وی بعد از حضور دو فصل در استقلال در سال ۱۳۹۲ به کشور آمریکا مهاجرت کرد.